# Tercera División de España (Grupo IX)
El Grupo IX de la Tercera División de España fue uno de los 18 que componian esta categoría. Desde que se reestructuró en 1980, participaban en él los equipos de la zona oriental de la Federación Andaluza de Fútbol junto a un representante de la Federación Melillense.
Para los clubes de esta área fue el cuarto nivel de competición en el sistema de ligas de fútbol de España, por debajo de la Segunda División B y por encima de la División de Honor Andaluza para los conjuntos andaluces y de la Preferente de Melilla para los melillenses.
Debido a la cercanía de los equipos del Levante Almeriense a la Región de Murcia, algunos de estos equipos –como el Atlético Pulpileño y el Huércal-Overa CF– optaban por federarse en la Federación Murciana y participar por tanto en el Grupo XIII de la categoría.
Vélez C.F. fue el último campeón del Grupo IX de la extinta Tercera División.
Fue sustituido en 2021 por el Grupo IX de la Tercera RFEF, quinto nivel del Sistema de ligas de fútbol de España.

## Historia

### Época preautonómica
El Grupo IX se fundó por primera vez en 1944, en una época en la que la estructura de la Tercera División era bastante inestable y el número de grupos y la zona que le correspondía a cada uno de ellos variaba continuamente. De hecho, desapareció en 1947 tras reducirse a 8 los grupos que conformaban la categoría y durante las 3 temporadas de su primera existencia el área que abarcó en cada unas de ellas fue diferente.
En su primer periodo, que duró desde 1944 a 1945, le correspondió las provincias de Almería, Cádiz (incluida Ceuta), Córdoba, Granada, Huelva, Jaén, Málaga (incluida Melilla) y Sevilla, además del Protectorado Español de Marruecos. Entre 1945 y 1946, su segundo periodo, fueron conjuntos de las provincias de Badajoz, Cáceres, Ciudad Real y Toledo, además de algunos de la de Madrid las que participaron en este grupo. Finalmente, el tercer periodo, entre 1946 y 1947, ocupó el área correspondiente a las provincias de Baleares, Castellón y Valencia.
El grupo volvió a crearse en 1954 al producirse un profundo cambio en la estructura de la división, ya que se amplió de 6 a 16 los grupos que formaban la categoría. Durante este periodo abarcó las provincias de Castellón y Valencia, además de parte de la de Alicante. En 1968 el grupo volvió a desaparecer al reducirse a 8 los grupos de la categoría.
Cabe destacar que durante toda la época preautonómica las zonas que correspondían a cada grupo de la categoría eran solo orientativas, por lo que existían excepciones en todas ellas por la preferencia de ciertos equipos a pertenecer a otros conjuntos debido a su cercanía a estos.

### Época autonómica
El Grupo IX se refundó en 1980 tras la gran reestructuración que se produjo en la Tercera División en ese mismo año para adaptarla a la nueva organización territorial de España que se estaba produciendo en aquella época para que cada grupo comenzara a tener un carácter autonómico.
La zona de ámbito que le correspondió en sus inicios continúa siendo la misma en la actualidad: la zona oriental de la comunidad autónoma de Andalucía y la ciudad autónoma de Melilla. Esta se ha mantenido durante todo el periodo con una sola excepción: en la temporada 1982-83 participó un equipo de la provincia de Cádiz (la R.B. Linense) en el grupo por la cercanía de su localidad con el área que abarcaba este. También se debe tener en cuenta que durante esta misma temporada y la siguiente un conjunto de la provincia de Jaén (el Iliturgi C.F.) estuvo jugando en el Grupo X de la categoría por el mismo motivo.
En 2021 el grupo es sustituido por el Grupo IX de la Tercera División RFEF, el quinto nivel de la pirámide del futbol español a causa de la reestructuración de las categorías no profesionales derivadas a causa de la pandemia de coronavirus.

## Sistema de competición
Esta temporada tuvo un sistema de competición de transición, provocado por la paralización del fútbol no profesional a causa de la pandemia de Coronavirus. La Tercera División sufrió un proceso de transición en el que en la temporada 2021-2022 pasó de ser la cuarta categoría a nivel nacional a ser la quinta, y cambió su denominación a Tercera División RFEF. El lunes 14 de septiembre se confirmaron las bases de competición.
En la Primera Fase participaron veintiún clubes encuadrados en dos subgrupos de once y diez equipos cada uno. Se enfrentaron en cada subgrupo todos contra todos en dos ocasiones -una en campo propio y otra en campo contrario- durante un total de 22 y 18 jornadas respectivamente. El orden de los encuentros se decidió por sorteo antes de empezar la competición. La Federación Andaluza de Futbol fue la responsable de designar las fechas de los partidos y los árbitros de cada encuentro, reservando al equipo local la potestad de fijar el horario exacto de cada encuentro.
Una vez finalizada la Primera Fase los tres primeros clasificados avanzaron a la Segunda Fase para Segunda División RFEF, los clasificados entre la cuarta y sexta posición lo hicieron a la Segunda Fase por la Fase Final para Segunda División RFEF / Play Off de Ascenso a Segunda División RFEF, y el resto disputaron la Segunda Fase por la Permanencia en Tercera División RFEF. Los puntos obtenidos, así como los goles, tanto a favor como en contra, se arrastraron a la siguiente fase, comenzado cada equipo su fase específica con los puntos y goles obtenidos en la Primera Fase.
En la Segunda Fase para Segunda División RFEF participaron seis clubes en un único grupo. Se rescataron los puntos obtenidos en la Primera Fase y se enfrentaron tan solo los equipos que hayan estado en distintos subgrupos en dos ocasiones -una en campo propio y otra en campo contrario- durante un total de 6 jornadas. El orden de los encuentros se decidió por sorteo antes de empezar la Fase. Los dos primeros clasificados ascendieron directamente a la nueva Segunda RFEF, mientras que los otros cuatro equipos disputaron la Fase Final de Eliminatorias a Segunda División RFEF / Play Off de Ascenso a Segunda División RFEF.
En la Segunda Fase por el Play Off de Ascenso a Segunda División RFEF participaron seis clubes en un único grupo. Se rescataron los puntos obtenidos en la Primera Fase y se enfrentaron tan solo los equipos que hayan estado en distintos subgrupos en dos ocasiones -una en campo propio y otra en campo contrario- durante un total de 6 jornadas. El orden de los encuentros se decidió por sorteo antes de empezar la Fase. Los dos primeros clasificados disputaron la Fase Final de Eliminatorias a Segunda División RFEF / Play Off de Ascenso a Segunda División RFEF, mientras que los cuatro primeros participarán en Tercera División RFEF.
En la Segunda Fase por la Permanencia en Tercera División RFEF participaron nueve clubes en un único grupo. Se rescataron los puntos obtenidos en la Primera Fase y se enfrentan tan solo los equipos que hayan estado en distintos subgrupos en dos ocasiones -una en campo propio y otra en campo contrario- durante un total de 10 jornadas. El orden de los encuentros se decidió por sorteo antes de empezar la Fase. Los cinco últimos clasificados descendieron directamente a División de Honor Andaluza y Preferente de Melilla, mientras que los cuatro primeros permanecen en Tercera RFEF.
El ganador de un partido obtuvo tres puntos, el perdedor cero puntos, y en caso de empate hubo un punto para cada equipo. 
Por último la Fase Final de Ascenso a Segunda División RFEF / Play Off de Ascenso a Segunda División RFEF la disputaron seis clubes en formato de eliminatorias a partido único, ejerciendo de local el equipo con mejor clasificación. En la primera ronda compitieron los dos primeros clasificados de la Fase Intermedia y los clasificados en quinta y sexta posición de la Segunda Fase de Ascenso. Los vencedores de esta ronda jugaron la segunda eliminatoria donde se incorporaron los clasificados en tercera y cuarta posición de la Segunda Fase de Ascenso. Los vencedores disputaron una final de la que salió la tercera plaza de ascenso a Segunda División RFEF.

## Temporadas
Para la última temporada 2020-21, los equipos participantes fueron los siguientes:

### Torneo amistoso IX Chanllenge
Debido al parón de la liga por la pandemia del Coronavirus, decide jugarse un torneo amistoso en línea con el FIFA 20, denominado Challenge IX, el cual jugaron los 20 equipos de la competición con un jugador que representaba a cada equipo. Se proclamó vencedor el Poli Almería.

## Palmarés
En ambos palmareses solo se tienen en cuenta las campañas en las que el grupo abarca la zona de ámbito actual (las provincias de Andalucía Oriental y la ciudad de Melilla), es decir, a partir de su refundación en la temporada 1980-81.
Los nombres de los clubes que aparecen en cursiva y con una † han desaparecido.

### Palmarés de campeonatos
El palmarés se encuentra actualizado hasta la temporada 2018-19 inclusive.
| Club                      | Campeonatos | Subcampeonatos | Temporadas de los campeonatos | Temporadas de los subcampeonatos   |
| ------------------------- | ----------- | -------------- | ----------------------------- | ---------------------------------- |
| C. Atlético Malagueño     | 3           | 4              | 1998-99, 2016-17, 2017-18     | 2000-01, 2001-02, 2014-15, 2015-16 |
| C. Poli. Ejido †          | 2           | 3              | 1995-96, 1999-00              | 1990-91, 1997-98, 1998-99          |
| Atlético Mancha Real      | 2           | 2              | 2009-10, 2015-16              | 2012-13, 2020-21                   |
| C.D. Fuengirola †         | 2           | 1              | 1981-82, 1983-84              | 1989-90                            |
| C. Poli. Almería          | 2           | 1              | 1985-86, 1993-94              | 1984-85                            |
| Málaga C.F.               | 2           | 1              | 1992-93, 1994-95              | 1987-88                            |
| C.D. Linares †            | 2           | 1              | 1997-98, 2001-02              | 1999-00                            |
| Marbella F.C.             | 2           | 1              | 2000-01, 2013-14              | 2002-03                            |
| Vélez C.F.                | 2           | 1              | 1991-92, 2020-21              | 1993-94                            |
| Granada C.F.              | 2           | 0              | 2003-04, 2005-06              |                                    |
| R. Jaén C.F.              | 2           | 0              | 1987-88, 2018-19              |                                    |
| C. Atlético de Marbella † | 1           | 4              | 1990-91                       | 1982-83, 1983-84, 1985-86, 1986-87 |
| Martos C.D.               | 1           | 2              | 1984-85                       | 1980-81, 1981-82                   |
| Motril C.F. †             | 1           | 2              | 1996-97                       | 2003-04, 2009-10                   |
| Linares Deportivo         | 1           | 2              | 2014-15                       | 2013-14, 2018-19                   |
| C.D. Los Boliches †       | 1           | 1              | 1989-90                       | 1988-89                            |
| Granada Atlético C.F. †   | 1           | 1              | 2006-07                       | 2005-06                            |
| Unión Estepona C.F.       | 1           | 1              | 2008-09                       | 2011-12                            |
| C.D. Antequerano †        | 1           | 0              | 1980-81                       |                                    |
| R.B. Linense              | 1           | 0              | 1982-83                       |                                    |
| Linares C.F. †            | 1           | 0              | 1986-87                       |                                    |
| C.D. Estepona †           | 1           | 0              | 1988-89                       |                                    |
| C.P. Granada 74           | 1           | 0              | 2002-03                       |                                    |
| C.D. Baza                 | 1           | 0              | 2004-05                       |                                    |
| C.D. Roquetas             | 1           | 0              | 2007-08                       |                                    |
| C.D. Comarca de Níjar     | 1           | 0              | 2010-11                       |                                    |
| Loja C.D.                 | 1           | 0              | 2011-12                       |                                    |
| C.D. El Palo              | 1           | 0              | 2012-13                       |                                    |
| U.D. Maracena             | 0           | 2              |                               | 1995-96, 1996-97                   |
| Antequera C.F.            | 0           | 2              |                               | 2007-08, 2016-17                   |
| U.D. Almería "B"          | 0           | 2              |                               | 2008-09, 2017-18                   |
| C.D. Mármol Macael        | 0           | 1              |                               | 1991-92                            |
| U.D. Almería              | 0           | 1              |                               | 1992-93                            |
| U.D. San Pedro            | 0           | 1              |                               | 1994-95                            |
| Torredonjimeno C.F. †     | 0           | 1              |                               | 2004-05                            |
| Alhaurín de la Torre C.F. | 0           | 1              |                               | 2010-11                            |
| CD El Ejido               | 0           | 1              |                               | 2019-20                            |

El criterio de clasificación del Palmarés de campeonatos es el siguiente: 1º: Número de campeonatos; 2º: Número de subcampeonatos; 3º: Temporada más antigua en conseguir el campeonato; 4º: Temporada más antigua en conseguir el subcampeonato.

### Palmarés de clasificaciones para el ascenso
El palmarés se encuentra actualizado hasta la temporada 2018-19 inclusive.
Las temporadas que están indicadas en negrita son aquellas en las que los clubes lograron un ascenso a Segunda División B; y en aquellas temporadas en las que aparezca un * al lado de donde se indica la posición, no hubo promoción de ascenso, por lo que los clubes ascendieron directamente.
En este palmarés solo se tienen en cuenta los ascensos conseguidos por méritos deportivos, no los administrativos.
| Club                      | Clasificaciones para el ascenso | Ascensos | TemporadasPosición                                                                                           |
| ------------------------- | ------------------------------- | -------- | --- |
| C. Atlético Malagueño     | 11                              | 1        | 1998-991, 2000-012, 2001-022, 2008-094, 2010-114, 2012-134, 2013-143, 2014-152, 2015-162, 2016-171, 2017-181 |
| Motril C.F. †             | 7                               | 1        | 1995-964, 1996-971, 2003-042, 2005-063, 2006-074, 2008-093, 2009-102                                         |
| C. Poli Ejido †           | 6                               | 3        | 1990-912, 1994-953, 1995-961, 1997-982, 1998-992, 1999-001                                                   |
| Vélez C.F.                | 5                               | 1        | 1991-921, 1993-942, 1994-954, 1997-984, 2007-084                                                             |
| U.D. Maracena             | 5                               | 0        | 1995-962, 1996-972, 1998-994, 1999-003, 2011-124                                                             |
| C. Atlético de Marbella † | 4                               | 3        | 1982-832, 1983-842, 1986-872*, 1990-911                                                                      |
| C.D. Linares †            | 4                               | 2        | 1996-973, 1997-981, 1999-002, 2001-021                                                                       |
| Marbella F.C.             | 4                               | 2        | 2000-011, 2002-032, 2011-123, 2013-141                                                                       |
| R. Jaén C.F.              | 4                               | 2        | 1987-881*, 1990-914, 2017-183, 2018-191                                                                      |
| Loja C.D.                 | 4                               | 1        | 2010-113, 2011-121, 2013-144, 2015-163                                                                       |
| C.D. Mármol Macael        | 4                               | 1        | 1990-913, 1991-922, 1992-934, 2001-024                                                                       |
| U.D. Almería "B"          | 4                               | 1        | 2008-092, 2009-104, 2016-173, 2017-182                                                                       |
| Antequera C.F.            | 4                               | 1        | 2007-082, 2016-172, 2017-184, 2018-193                                                                       |
| Martos C.D.               | 4                               | 0        | 1980-812, 1984-851, 1993-943, 2014-154                                                                       |
| C.P. Granada 74           | 4                               | 0        | 1997-983, 2000-014, 2002-031, 2003-043                                                                       |
| C. Poli. Almería          | 3                               | 2        | 1985-861, 1992-933, 1993-941                                                                                 |
| Málaga C.F.               | 3                               | 2        | 1991-924, 1992-931, 1994-951                                                                                 |
| Guadix C.F.               | 3                               | 2        | 1993-944, 1995-963, 1998-993                                                                                 |
| Atlético Mancha Real      | 3                               | 1        | 2009-101, 2012-132, 2015-161                                                                                 |
| Granada C.F.              | 3                               | 1        | 2002-034, 2003-041, 2005-061                                                                                 |
| C.D. Roquetas †           | 3                               | 1        | 2004-053, 2006-072, 2007-081                                                                                 |
| Torredonjimeno C.F. †     | 3                               | 1        | 2000-013, 2001-023, 2004-052                                                                                 |
| Linares Deportivo         | 3                               | 1        | 2013-142, 2014-151, 2018-192                                                                                 |
| C.D. El Palo              | 3                               | 1        | 2009-103, 2012-131, 2018-194                                                                                 |
| Granada Atlético C.F. †   | 3                               | 0        | 2005-062, 2006-071, 2007-083                                                                                 |
| U.D. Almería              | 2                               | 2        | 1992-932, 1999-004                                                                                           |
| Unión Estepona C.F.       | 2                               | 1        | 2008-091, 2011-122                                                                                           |
| U.D. San Pedro            | 2                               | 1        | 1994-952, 2014-153                                                                                           |
| Arenas de Armilla C.yD.   | 2                               | 1        | 2003-044, 2005-064                                                                                           |
| C.D. Fuengirola †         | 2                               | 0        | 1981-821, 1983-841                                                                                           |
| C.D. Antequerano †        | 1                               | 1        | 1980-811 |
| R.B. Linense              | 1                               | 1        | 1982-831 |
| Linares C.F. †            | 1                               | 1        | 1986-871* |
| C.D. Estepona †           | 1                               | 1        | 1988-891* |
| C.D. Los Boliches †       | 1                               | 1        | 1989-901* |
| C.D. Baza                 | 1                               | 1        | 2004-051 |
| U.D. Melilla              | 1                               | 1        | 1986-873* |
| Granada C.F. "B"          | 1                               | 1        | 2012-133 |
| C.D. Ronda                | 1                               | 1        | 1986-874* |
| C.D. El Ejido 2012        | 1                               | 1        | 2015-164 |
| C.D. Comarca de Níjar     | 1                               | 0        | 2010-111 |
| Alhaurín de la Torre C.F. | 1                               | 0        | 2010-112 |
| Iliturgi C.F. †           | 1                               | 0        | 1991-923 |
| R.U.D. Carolinense †      | 1                               | 0        | 2002-033 |
| C. Poli. Ejido "B" †      | 1                               | 0        | 2006-073 |
| Úbeda C.F. †              | 1                               | 0        | 1996-974 |
| C.D. Alhaurino            | 1                               | 0        | 2004-054 |
| C.D. Huétor Tájar         | 1                               | 0        | 2016-174 |

El criterio de clasificación del Palmarés de clasificaciones para el ascenso es el siguiente: 1º: Número de clasificaciones para el ascenso; 2º: Número de ascensos; 3º: Número de primeros puestos con clasificación para el ascenso; 4º: Número de segundos puestos con clasificación para el ascenso; 5º: Número de terceros puestos con clasificación para el ascenso; 6º: Número de cuartos puestos con clasificación para el ascenso; 7º: Temporada más antigua en conseguir una clasificación.